# Satartia, Mississippi
Satartia là một thành phố thuộc quận Yazoo, tiểu bang Mississippi, Hoa Kỳ. Năm 2010, dân số của thành phố này là 55 người.

## Dân số
- Dân số năm 2000: 68 người.
- Dân số năm 2010: 55 người.